# Андрей (Шептицький)
Граф Андре́й Шепти́цький ЧСВВ (у хрещенні Роман Марія Александер; 29 липня 1865, Прилбичі, Львівщина — 1 листопада 1944, Львів) — предстоятель Української греко-католицької церкви, митрополит Галицький, архієпископ Львівський (1901—1944). Єпископ Станиславівський (1899—1900). Доктор права (1888) і богослов'я (1894); меценат. Один із найвидатніших провідників української церкви й національного руху першої половини XX століття. Представник шляхетного графського роду Шептицьких.
Під час Першої світової війни заарештований російськими військами (1914), вивезений до Росії (1914—1917). Повернувшись до Львова, став одним зі співзасновників ЗУНР (1918). Інтернований польською владою на Святоюрській горі (1919).
Від 1955 року триває процес беатифікації. Праведник народів світу (2008).

## Імена

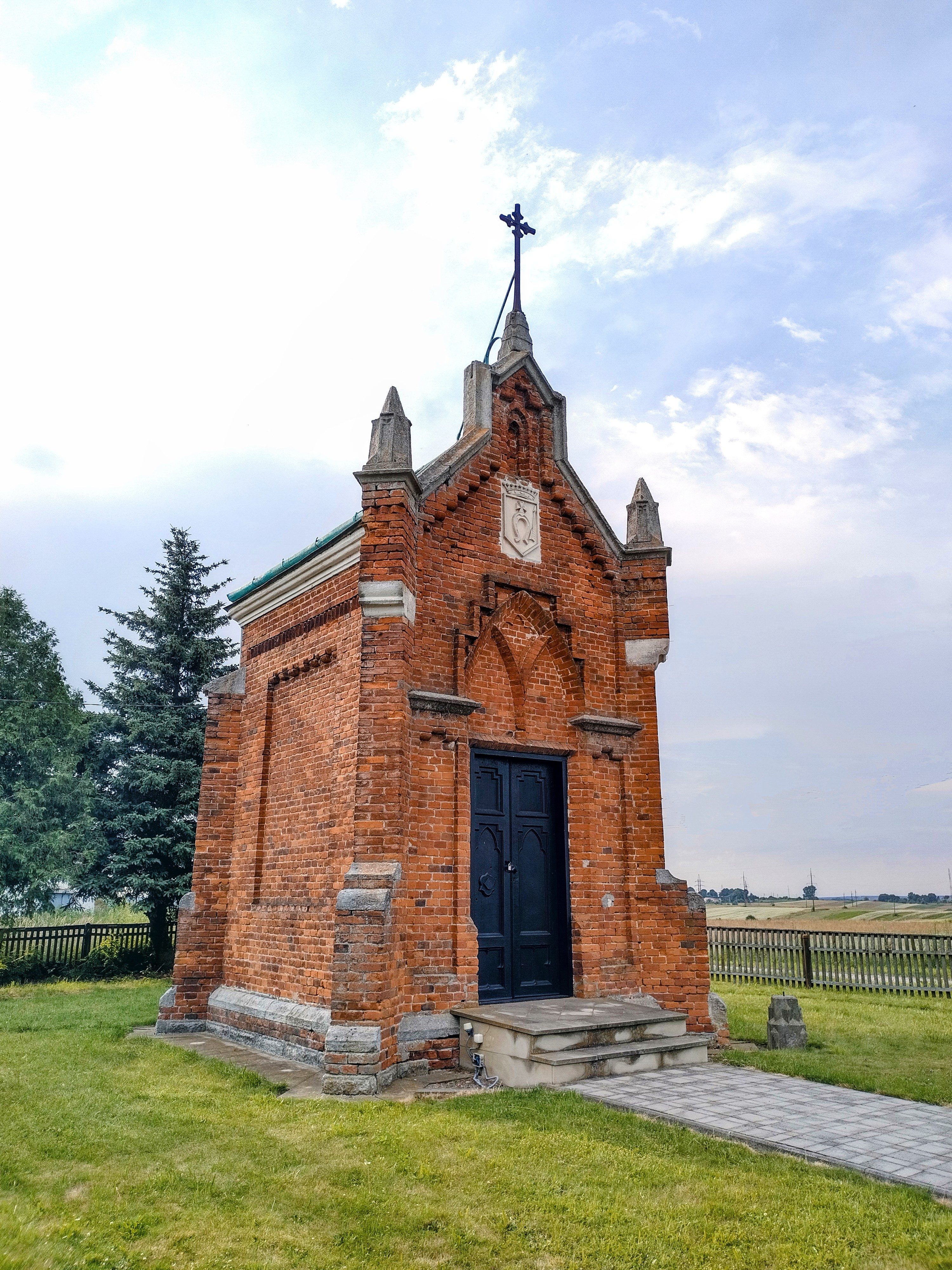
Католицька каплиця-усипальниця родини Шептицьких

- Андре́й Шепти́цький — чернече ім'я.
- Граф Рома́н Марі́я Алекса́ндер Шепти́цький (пол. Roman Aleksander Maria Szeptycki) — повне ім'я.
- Прізвиська, величальні імена — Український Мойсей, Духовний будівничий, Етнарх української нації, Великий митрополит[3].

## Біографія

### Дитинство та юність

Герб графів Шептицьких

Андрей Шептицький народився 29 липня 1865 року в селі Прилбичах Яворівського повіту, Королівство Галичини та Володимирії, Австрійська імперія (нині Яворівського району Львівської области, Україна). Він походив зі стародавнього русинського (українського) роду Шептицьких, який отримав австрійський графський титул, у XIX столітті зазнав спольщення, а члени родини стали франкомовними римо-католиками. При хрещенні за латинським обрядом у костелі Святої Трійці родового містечка Брухналя, яке відбулося 9 серпня 1865 року, отримав імена Роман, Марія, Александер.
Його тато — граф Іван (Ян) Кантій Реміґіан Шептицький, мати — графиня Софія (Зофія) Фредро. Бабуся — Зофія з Яблоновських гербу Гримала, дружина фундатора будівництва теперішнього Національного академічного українського драматичного театру імені Марії Заньковецької Станіслава Скарбека.
Подружжя Шептицьких мало семеро синів. Перший син Стефан помер у дворічному віці (1862—1864), Єжи (Юрій) — у 17-річному віці років (1863—1880). Третім сином Шептицьких став Роман, відомий як Андрей Шептицький. Четвертий — Александер. П'ятий — Станіслав залишився в польському таборі, офіцер, служив військовим аташе Австро-Угорської імперії в Римі перед Першою світовою війною, потім командант 3-ї бригади Леґіонів Польських, начальник генерального штабу і міністр оборони Другої Речі Посполитої. Шостий син Казимир — успішний адвокат, пішов стопами брата Романа, у 43 роки полишив світську кар'єру і став монахом-студитом Климентієм Шептицьким. Сьомий — Леон — у 1939 році під час першого російсько-більшовицького вторгнення був замордований більшовиками у Прилбичах разом із дружиною.
Про ранні роки життя митрополита відомо з книги спогадів його матері Софії. Зокрема вона зазначає, що в дитинстві Роман вирізнявся сумирною вдачею, любов'ю до молитви, до якої вмів пробудити любов серед оточення.
|                                                                 | Вервиця — це було його перше апостолування в родині; чи він намовляв своїх братів, чи навчав, чи може вони самі йшли за його прикладом, не знаю, але без будь-якого впливу з мого боку за деякий час я побачила, що кожний з них має завжди вервицю в кишені, що молиться на ній і що засипляє з нею, обмотаною довкола ручки. Пишу про це, що я бачила і як я цю річ зрозуміла. |
| — Софія Шептицька. Молодість і покликання о. Романа Шептицького | |

Софія Шептицька зазначає, що, маючи близько 8 років, Роман принципово відмовився від брехні, зробивши це, на її погляд, цілком свідомо, а не інстинктивно. До того ж він на той час, за словами матері, добре відчув, що таке страждання та жертва любові для ближнього.
|                                                                 | Хлопці мали фльоберт, з якого під час проходів наперезміну стріляли. Було постановлене, що кожний з них діставав щоденно по п'ять набоїв. Ці стріли були кульмінаційною точкою розваги, а скільки розмов поплило кожної днини, при чому щастя бувало захмарене лише кожушками, які я казала брати зі собою на довші прогулянки; коли один мав стріляти, заки натрапили на «звірину», тоді другий мав нести його кожушок. Отож у день св. Юрія — «Ама» босоніж підбіг до Ізя, кажучи до нього (по-французьки): «Слухай Юрку, я не міг Тобі нічого купити на Твої їм'янини, але ось маєш усі мої сьогоднішні набої, Ти зможеш стріляти під час цілісінької довгої прогулянки, бо знаєш, нині не буде лекції, а я нестиму Твій кожушок»! |
| — Софія Шептицька. Молодість і покликання о. Романа Шептицького | |

Першу освіту Роман здобув удома. Восени 1879 року разом зі своїми двома братами Юрієм та Олександром розпочав навчання в гімназії св. Анни у місті Краків (Королівство Галичини та Володимирії). Невдовзі тут помер його брат Юрій. Роман та уся сім'я Шептицьких глибоко переживали цю втрату. 1 жовтня 1883 р. розпочав військову службу в Кракові. 8 січня 1884 р. його привели з казарми додому та діагностували скарлатину (супроводжується зараженням крові й гострим запаленням суглобів). У часі хвороби був близький смерті. Наприкінці лютого одужав, однак лікарі наполягли на звільненні з військової служби. Батькові вдалося звільнити Романа з війська, у травні родина повернулася з Кракова до Прилбичів.
Восени 1884 р. Роман та Олександр разом поїхали до Німецької імперії (Бреслав) на правничі студії в університеті. У 1886 р. вперше відвідав Рим. Влітку 1887 р. завершив університетські студії. 11 серпня цього року на пропозицію батька вирушив до Хирова в колегію єзуїтів. Через тиждень прибув у Добромильський монастир, щоб ознайомитися з життям отців василіян. У жовтні 1887 р. батько відправив Романа в подорож до Російської імперії, під час якої познайомився з філософом Володимиром Соловйовим та істориком Володимиром Антоновичем. Упродовж цієї подорожі відвідав Подільську губернію, Київ, Москву.
8 лютого 1888 року у Римі взяв участь у загальній аудієнції Папи Лева XIII. Завдяки старанням матері Софії 24 березня папа прийняв їх сім'ю на приватній аудієнції, під час якої Роман просив благословення на те, щоб стати василіянином. Лев XIII не забув про цей візит і пригадав собі його через 11 років. 27 квітня 1888 року Роман повернувся до Кракова, через 3 тижні (19 травня) здобув науковий ступінь доктора права.

### Монаше та священниче служіння

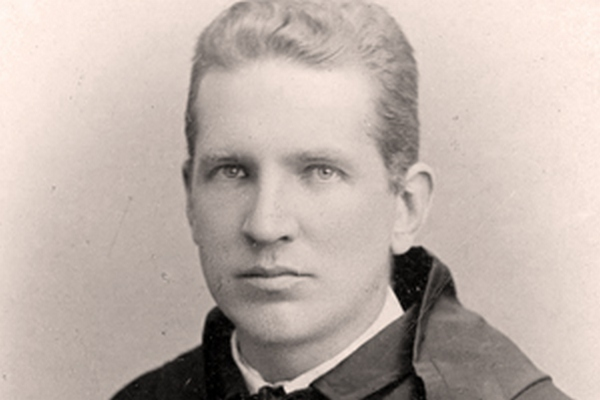
Андрей Шептицький — монах Добромильського монастиря Чину св. Василія Великого, 1888—1892

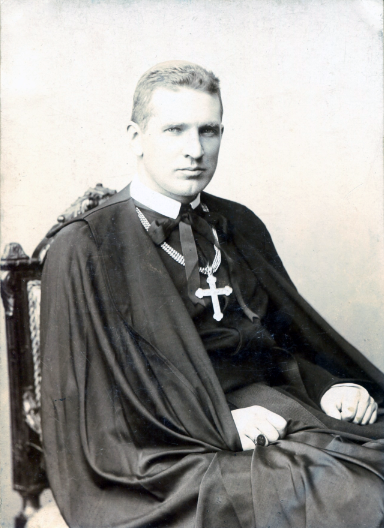
Андрей Шептицький у Львові.

29 червня 1888 р. граф Ян та графиня Софія супроводили сина до Добромильського монастиря отців Василіян. 13 вересня 1888 р. Роман склав перші чернечі обіти і прийняв ім'я Андрей. Від жовтня 1888 до червня 1891 року брат Андрей, проживаючи у краківській єзуїтській обителі на площі св. Варвари, відвідує університетські курси з богослов'я та філософії. Упродовж Великого посту 1891 року, як пише у своїх спогадах Софія Шептицька, брат Андрей харчується лише раз на день:
|                                                                 | В половині великого посту отець Карло Кочоровський Ч. І. перестеріг мене, що брат Андрей їсть лише один раз на день, а ранком і у вечорі випиває тільки склянку чаю, що уважає нечуваним умертвленням в його віці, рості й при теперішній виснажливій праці. Причому ректор колегії, який знав оцю гарячу аскетичну душу, дозволяв йому на всі можливі пости. |
| — Софія Шептицька. Молодість і покликання о. Романа Шептицького | |

У червні 1891 р. супроводжував до Герцогства Буковина французького прелата, де ознайомився з життям буковинських старовірів.
Від 3 серпня до 4 жовтня 1891 р. важко занедужав на тиф, через що батьки були змушені забрати сина до Прилбичів та викликати лікарів з Кракова та Львова. За порадою лікарів 17 жовтня 1891 р. вирушив на реабілітаційний курорт у Закопане. 17 травня 1892 р. брат Андрей повернувся в Добромильський монастир.
14 серпня 1892 р. брат Андрей склав вічні обіти у Кристинопільському монастирі. 28 серпня 1892 р. єпископ Юліан Пелеш у Перемишлі висвятив його на священника. 11 вересня 1892 р. ієромонах Андрей відслужив першу Божественну Літургію в родинному селі Прилбичах.
Упродовж 1892—1894 років Андрей Шептицький завершив богословські студії в Кракові, які перервала його важка недуга. У той же період (1892—1896) отець Андрей виконував служіння магістра новиків у Добромильському монастирі. 20 липня 1896 року його призначили ігуменом монастиря св. Онуфрія у Львові. 19 травня 1897 року разом з отцем Платонідом Філясом починає видавати часопис «Місіонар» — місячник-бюлетень «Апостольства молитви». У 1898—1899 роках викладає богослов'я у Кристинопольському монастирі.

### Єпископ Станиславівський
2 лютого 1899 року імператор Франц Йосиф I номінував Андрея Шептицького на Станиславівського єпископа. 17 вересня 1899 року відбулась єпископська хіротонія, а 20 вересня 1899 року — інтронізація на Станиславівську катедру. За час єпископства у Станиславівській єпархії Андрей Шептицький написав до вірних шість послань: Перше слово Пастиря (до вірних), Наша програма (до духовенства), Правдива віра (до вірних на Буковині), Християнська родина (до духовенства та вірних), До моїх любих гуцулів (гуцульським говором), На грані двох віків (до духовенства та вірних).
Період єпископства у Станиславові тривав недовго — 14 місяців. За цей короткий інтервал встиг відвідати багато парафій, ознайомитись з їх життям. Митрополит Шептицький першим із вищих ієрархів Греко-католицької церкви почав використовувати народну мову в спілкуванні з вірними. Ніхто з єпископів раніше не писав до гуцулів послання їхнім діалектом («До моїх любих гуцулів»): «Періш усего Ви, дєді і нені христєнецкі, сокотіт свої ґіти вид згіршення».
На запрошення єпископа Шептицького західноукраїнський художник Юліан Маркевич оздобив Станиславівську катедру фресками візантійського стилю. Владика подбав також, щоб австрійський уряд виділив земельну ділянку та 300 тис. корон для побудови єпархіальної семінарії у Станиславові.

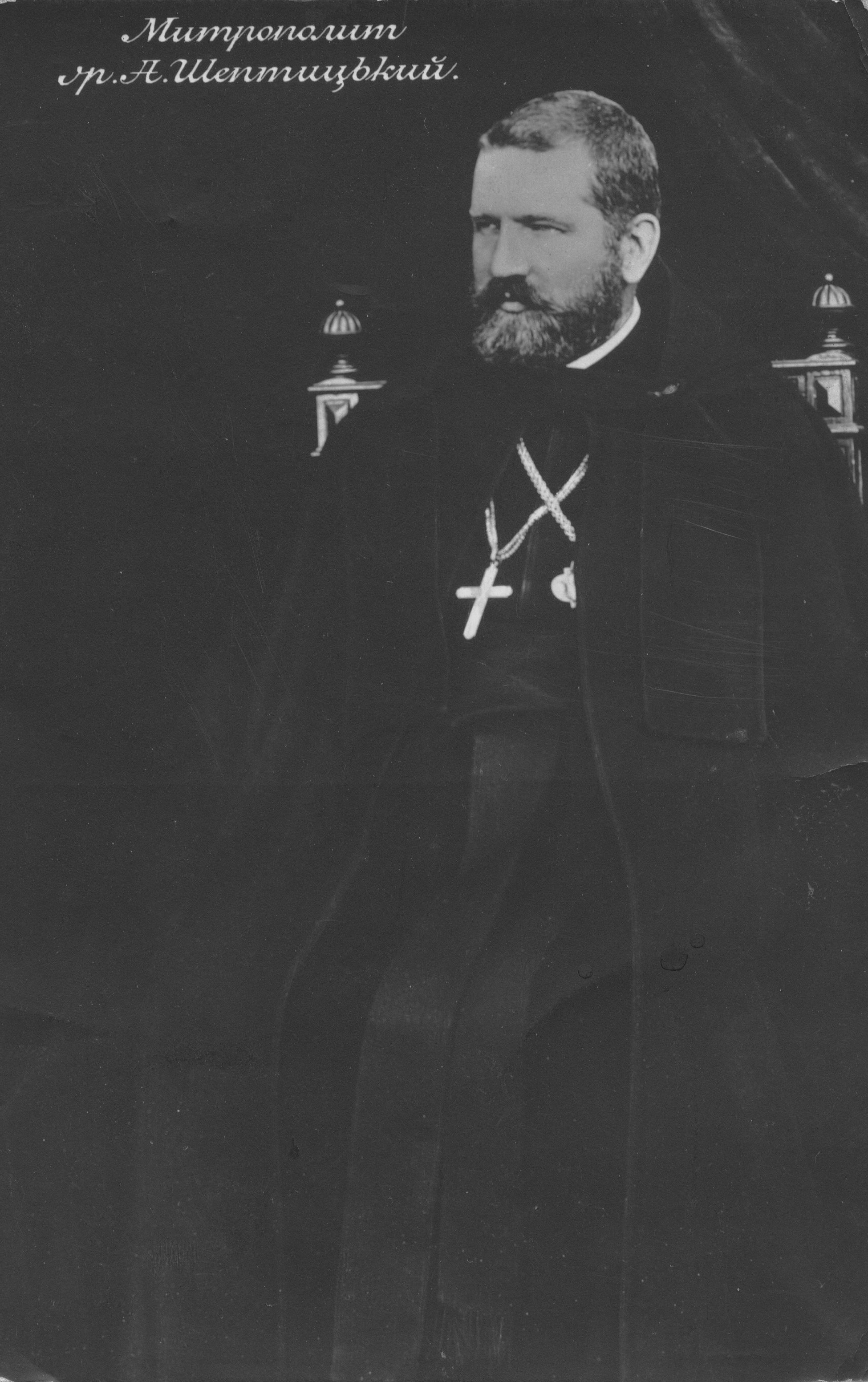
Шептицький Андрей в монашому одязі

### Митрополит Галицький

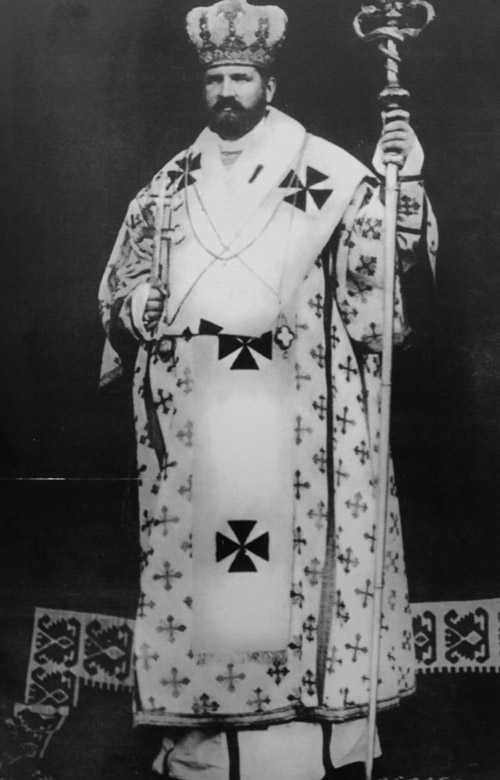
Андрей Шептицький

Після смерті митрополита Юліана Сас-Куїловського Шептицький 17 грудня 1900 року був номінований Галицьким митрополитом. Інтронізація відбулася 12 січня 1901 року в соборі св. Юра у Львові.

#### Реформа богословської освіти
Кир Андрей вважав, що виховання добрих священиків — це запорука успішної проповіді Євангелія. Тому особливу увагу приділяв процесу формування майбутніх душпастирів.
У березні та квітні 1901 р. Митрополит здійснив візитацію Львівської семінарії, на підставі якої ухвалив рішення про реорганізацію закладу. Андрей Шептицький дбав також про відкриття єпархіальних семінарій у Станіславові (1906) та в Перемишлі (1907). Він також дуже регулярно відправляв найздібніших студентів до університетів Рима, Інсбруку, Фрібуру у Швейцарії та до Авґустінеума у Відні. А через десять років завдяки низці реформ Митрополит уже мав достатню кількість підготованих і освічених священників.
1923 р. при Львівській семінарії засновано Українське богословське наукове товариство, яке було покликане розвивати українське богослов'я. 1924 р. Митрополит заснував богословський щоквартальник «Богословію». А в 1929 р. постала Львівська богословська академія, яка стала центром вищих студій для греко-католиків. 2 лютого 1939 р. кир Андрей заснував Український католицький інститут церковного з'єдинення ім. Митрополита Рутського, який очолив архимандрит Климентій Шептицький.

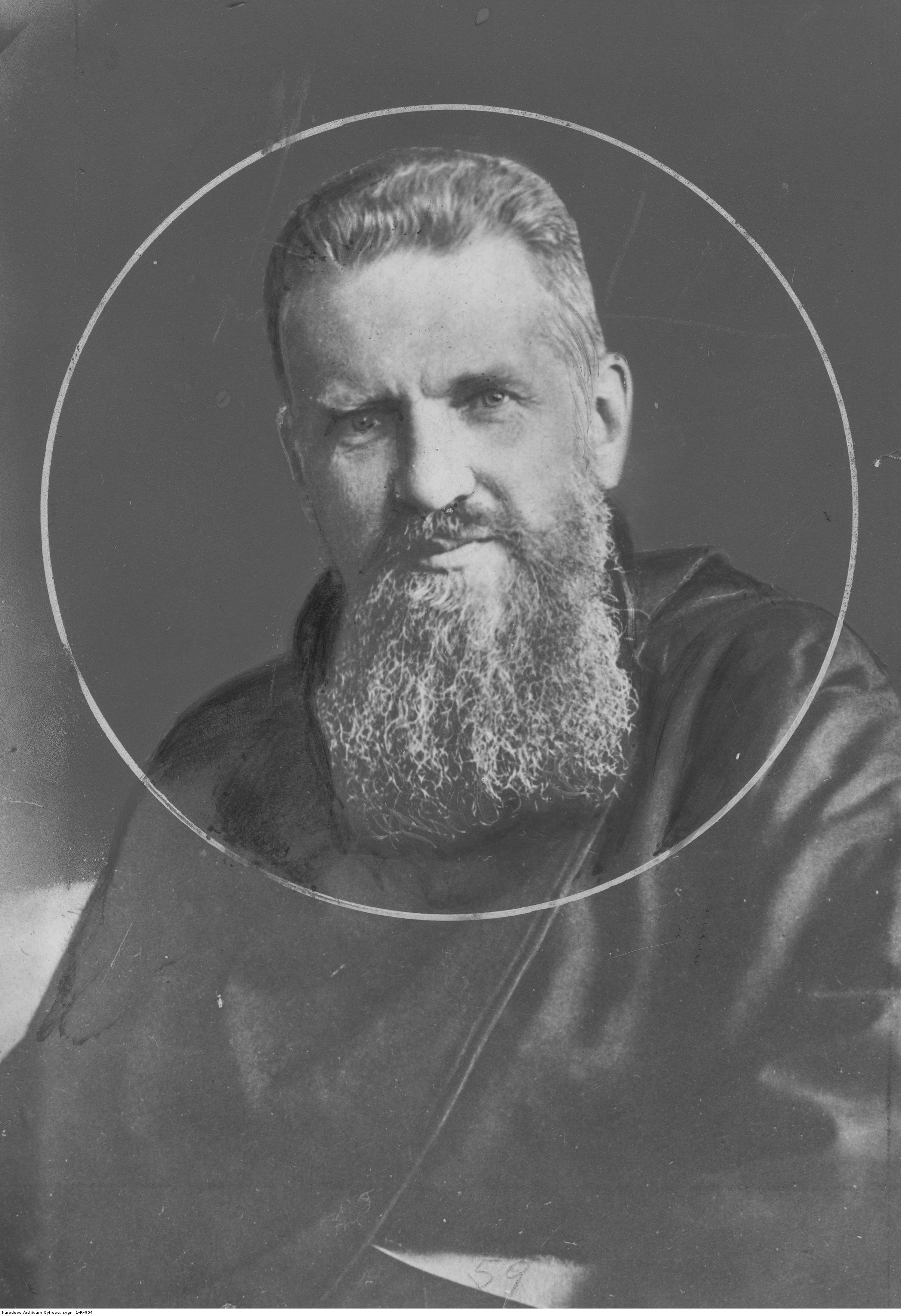
Андрей Шептицький

#### Розвиток монашого життя
У 1901 р. заснував монастир Студійського правила, в 1913 р. запросив до Королівства Галичини та Володимирії чин Редемптористів, які прийняли східний обряд і створили свою гілку. Такі ж плани виношував стосовно Згромадження Салезіян, щоб гарантувати опіку над українською молоддю. Опікувався також жіночими згромадженнями Сестер: Пресвятої Родини, Студиток, Милосердя, Святого Вікентія, святого Йосифа, священномученика Йосафата.

#### Екуменічна діяльність
Як митрополит двічі відвідав Російську імперію (1907, 1912 рр.). Сприяв розбудові Російської греко-католицької церкви. У березні 1917 організував у Петрограді Синод Російської католицької церкви і призначив отця Леоніда Федорова Екзархом для католиків візантійського обряду в Росії.
Кир Андрей був ініціатором Велеградських з'їздів (1907—1927 рр.), участь в яких брали представники різних християнських конфесій.

#### Розвиток структур УГКЦ
21 вересня 1914 р. під час свого короткого перебування в Києві Митрополит висвятив о. Йосифа Боцяна, ректора Львівської духовної семінарії, на єпископа Луцького. У 1917 р. він призначає екзарха для греко-католиків Великої України з осідком у Києві — о. Михайла Цегельського. Генеральним вікарієм східної частини львівської митрополії, до якої входили Броди, Зборів, Збараж, Тернопіль, Сокаль— о. Франца Ксаверія Бонна; генеральним вікарієм Станіславської єпархії призначив о. Н. Теодоровича.
22 грудня 1939 р., передбачаючи наростання репресій проти церкви, Митрополит таємно висвятив на єпископа свого наступника — ректора Львівської духовної семінарії о. Йосифа Сліпого. У жовтні 1939 р. кир Андрей призначив Екзархів для вірних візантійського обряду, що проживали на території Радянського Союзу: єп. Миколи Чарнецького для Волині та Полісся, о. Климентія Шептицького для Росії та Сибіру та інших.

#### Єпископські конференції
Бажаючи зблизити членів українського єпископату, Кир Андрей зініціював єпископські конференції. У його задумі вони мали об'єднати весь слов'янський католицький єпископат східного обряду. Перша така зустріч відбулася у Львові 29–30 листопада 1927 року (друга — у Львові 1928-го, третя — у Римі 1929-го, четверта — в Римі 1932-го, п'ята — у Львові 1934 року). Під час кожної конференції єпископи особливу увагу приділяли виданню нових літургійних книг.

#### Політична діяльність
У 1901 році закрив греко-католицьку семінарію на знак підтримки сецесії українських студентів із Львівського університету. В 1903 році приєднався до бойкоту з українськими депутатами Галицького сейму.

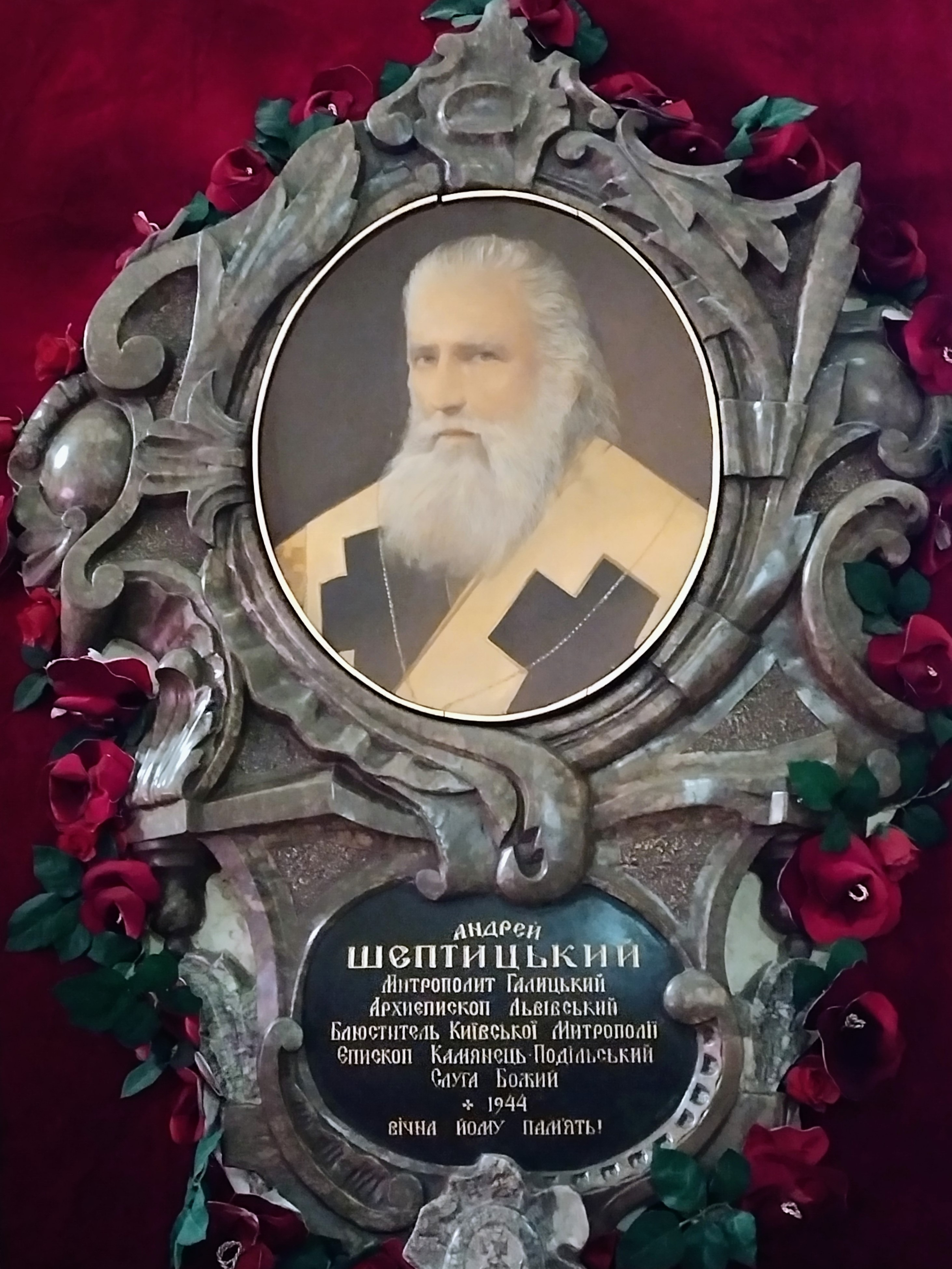
Мармуровий медальон із портретом Андрея Шептицького на пілоні в інтер'єрі Собору Святого Юра у Львові. Художник Любомир Медвідь. 1996

Щонайменше станом на 1907 рік за статусом архієпископа греко-католицького обряду, митрополита Галицького був членом Галицького сейму обіймаючи посаду заступника маршалка (голови Галицького сейму).
Засудив дії Мирослава Січинського (вбивство намісника графа Анджея Потоцького) в посланні перед Томиною Неділею 1908 р. Ця подія підживила неприхильне ставлення української громадськості до митрополита. Не було дозволено провести богослужіння за загиблим Марком Каганцем у Соборі Святого Юра 1908 року. Зокрема, газета «Діло» писала:
|  | Де ж був львівський митрополит… коли лилась невинна хлопська кров, коли плакали хлопські вдовиці і сироти?… Чи й перед богом… графська кров дорожча від хлопської, а плач хлопських вдів і сиріт… менше ціниться, як плач вдови і сиріт графа, який лишив їм сотки міліонів маєтку? |

Найбільшим політичним досягненням Шептицького стала в 1914 р. домовленість із польською стороною про виборчу реформу, яка би збільшила політичне представництво українців у Галицькому сеймі. Здійснити її завадила війна.
Після утворення ЗУНР Шептицький брав участь у підготовці її малої конституції — «Тимчасового основного закону».
Загальна позиція митрополита в політичних справах: закликає духовенство не ув'язуватися в політику і сам подає приклад; як галицький митрополит був депутатом Віденського парламенту (довічним членом Верхньої палати, або Палати шляхти) і галицького сейму, але в стінах обох цих закладів до 1911 р. з'явився лише двічі й обидва рази виступав не на політичні, а на теми просвітництва.

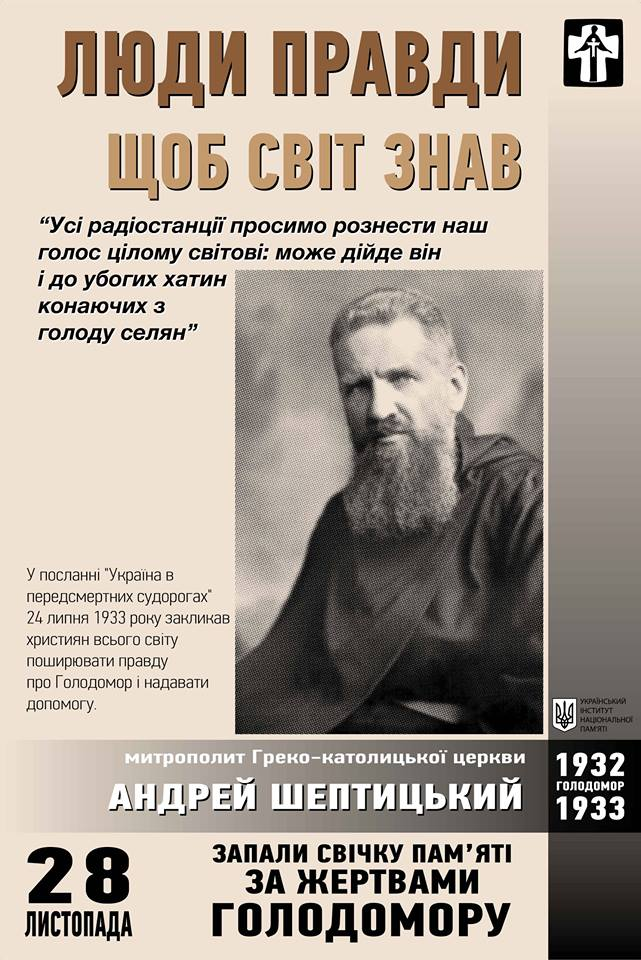

Відмовився покинути Львів після початку Першої світової війни, зректися обряду. Через це був висланий углиб Російської імперії, що сприйняв як можливість для поширення ідей Унії. Повертаючись додому, відвідав Київ, виступив у Центральній Раді.
Урочисто привітав українців Галичини з відновленням державності. Після втрати Львова відмовився покинути паству, місто — за це отримав 2 роки домашнього арешту від нової «влади». Після втручання Ватикану наприкінці 1920-го зміг виїхати за межі Галичини, відвідав Рим (перемовини з Бенедиктом XV, урядовцями Королівства Італія), Французьку республіку (з Александром Мільєраном, Арістідом Бріаном, Фердинандом Фошем), Бельгію (з кардиналом Мерсьє), Канаду, США. На всіх перемовинах наполягав підтримати українців. Активність владики розлютила офіційну Варшаву — на 3 місяці заарештований у Познані.

На початку Голодомору видав послання-протест проти штучного голоду в Українській СРР.
Україна в передсмертних судорогах… Населення вимирає голодовою смертю. Оперта на несправедливости, людоїдна система державного капіталізму довела багатий край до повної руїни… Кров робітників, що в голоді орали чорнозем… кличе о пімсту до неба, а голос голодних женців дійшов до ушей Господа Саваота.
Після початку знищення православних церков Холмщини і Підляшшя, насильного покатоличення місцевого населення внаслідок схвалення сеймом додаткової угоди від 20 червня 1938 року до Конкордату 1925 року видав 16 липня 1938 року відозву, в якій назвав дії польської влади «приголомшливими», польську державу і Костел — «ворогами Вселенської Церкви, Християнства».

#### Благодійність і меценатство

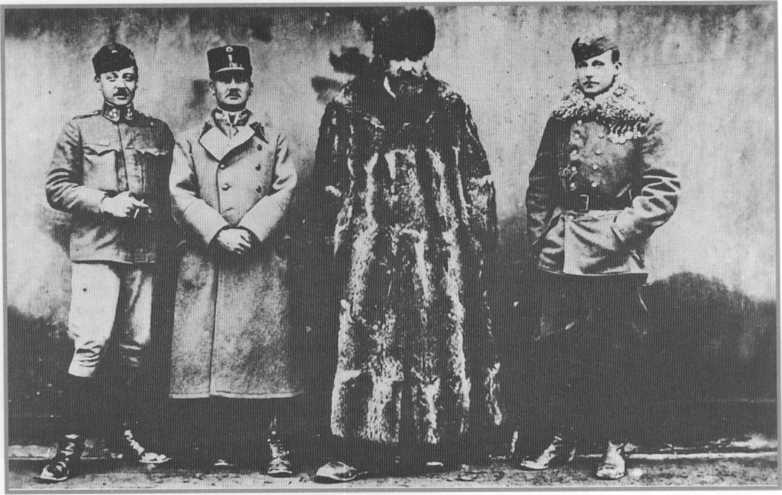
Справа наліво: Вільгельм Габсбург, Андрей Шептицький, Казимир Гужковський

Однією з мало згадуваних соціальних акцій митрополита було те, що він добився в австрійського уряду допомоги для вдів священників.

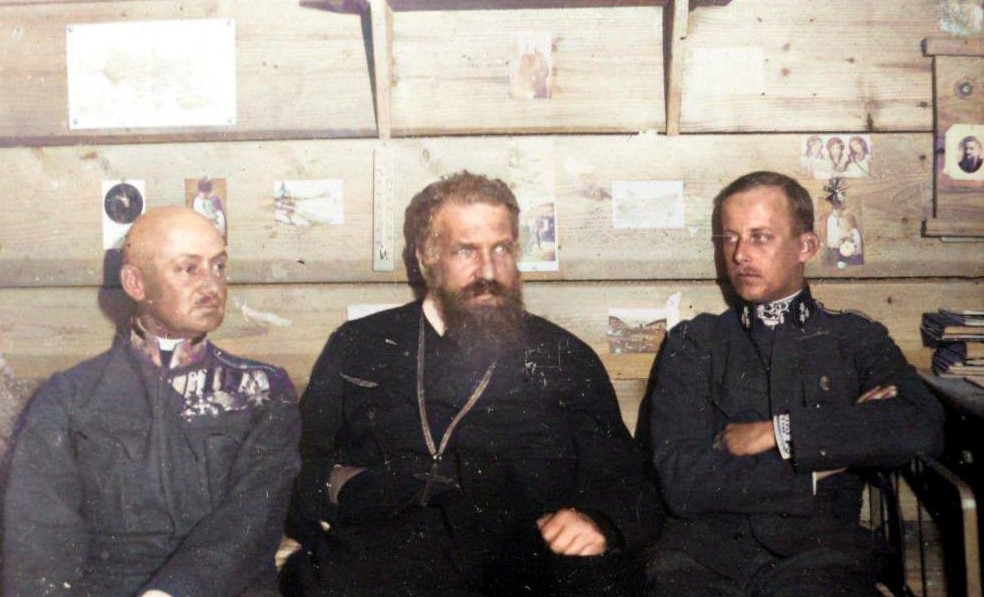
Гужковський Казимир, Андрей (Шептицький) та Вільгельм Габсбург. Січень 1918 року.

Під час Другої світової війни православні священники та миряни Кам'янця зверталися до митрополита Шептицького за допомогою — фінансовою і суто церковною: книги, ризи, літургійне начиння тощо, — посилаючись на те, що він же є єпископом їхнього міста, — і митрополит у допомозі не відмовив.
Митрополит підтримував діяльність українських культурно-просвітницьких товариств «Просвіта», «Рідна школа», «Сільський господар».
Заснував Український Національний Музей, купив у 1905 р. для нього приміщення за 34 000 доларів (з допомогою євреїв, бо поляк-власник не бажав продавати будинок українцям). Завдяки піклуванню Шептицького в музеї зібрано одну з найбільших у Європі збірок іконопису.
Церковні, гуманітарні фундації: найперша — Єпархіальна бібліотека в Станиславові (передав 4 тисячі книг з особистої бібліотеки), Академічний Дім, Народна лічниця (яку згодом (1930—1938) перетворили на сучасний шпиталь), гімназії; клопотанням до чехословацького уряду врятував українську господарську академію в Подєбрадах. Андрей Шептицький був ініціатором і засновником Земельного банку у Львові (1910 р.).
На кошти митрополита придбано будівлю, в якій розмістилася художня школа Олекси Новаківського, також майстерня Модеста Сосенка та Осипа Куриласа. Він також надавав стипендії молодим українським митцям для здобуття художньої освіти у найкращих навчальних закладах Європи.
На сиротинці передав разом 1 млн доларів; посилав подарунки на Песах єврейським убогим дітям.
Заходами Комісії охорони природи при НТШ митрополит дав розпорядження утворити на землях Львівської митрополії заповідник кедрових лісів на горі Яйко, що біля Підлютого, та заповідник степової рослинності біля Чортової Гори (Пуків на Рогатинщині). То були одні з перших природних заповідників у Західній Україні. Сприяв відкриттю курортів (наприклад, у Черчому).
Під його керівництвом певні кошти вкладались у прибуткові підприємства, акції яких котувались на європейських біржах. Прибутки спрямовувались або на благодійність, або на потреби кліру.

#### Радянська та нацистська окупації (1939—1944)
Брата Митрополита Андрея графа Лева Шептицького та його дружину вбили більшовики незабаром після радянської анексії Західної України. Їхнього сина Андрія (Анджея) пізніше вбили в Катині.
У 1940 р. Шептицький писав листи до Йосипа Сталіна і до Микити Хрущова, протестуючи проти зловживань, які чинили представники радянської влади на Західній Україні.
Початок німецько-радянської війни сприйняв як шанс на порятунок від більшовицького безбожництва. Вітав «Акт відновлення Української Держави».
Гітлерівці маніпулювали авторитетом митрополита з перших днів окупації Галичини. Оприлюднений у пресі лояльний «пастирський лист» опублікований ними для нівелювання впливу послання, в якому він вітав Відродження Української Держави. Інші автори стверджують про «автентичність» його привітання «побідоносному німецькому війську» 5 липня 1941 року, причиною появи якого були страхітливі злочини «перших совітів». Ймовірно, були на те особисті причини: 27 вересня 1939 року в Прилбичах його брата Лева з дружиною й челяддю (разом 13 осіб) розстріляли працівники НКВД; над родовою усипальницею Шептицьких скоєно наругу, сімейний маєток Шептицьких пограбовано, знищено цінні стародавні документи.
Митрополит Шептицький не втрачав жодної можливості опікуватися ввіреною йому паствою. 6 липня 1941 року в Львові на зборах громадян для захисту інтересів українських мешканців створено Українську Раду Сеньйорів, яку очолив К. Левицький, а почесним главою став владика Андрей. 30 серпня 1941 року в Львові проголосив про поновлення своєї діяльності Український Червоний Хрест (УЧХ), організований під протекторатом митрополита.
Проте невдовзі після вступу німецьких військ на українські землі владика розчарувався в намірах німців і, як ніхто з інших єпископів Європи, відкрито й беззастережно виступив проти нацизму в багатьох пастирських посланнях. Двічі митрополит звертався з протестом щодо нищення єврейського населення в Галичині до рейхсфюрера СС Гіммлера (грудень 1941; лютий 1942). Після цього «фахівці з українського питання» Ганс Кох, Отто Вехтер, Альфред Бізанц відвідали владику з метою «урезонити» непокірного пастиря. Старий предстоятель насварив «відвідувачів» — у відповідь прозвучали закиди «спадковому графу у неввічливості». Протестував проти втягнення української поліції до винищення євреїв. Митрополит Андрей був єдиною церковною фігурою такого рангу в окупованій Європі, яка виступила на захист євреїв, на такий крок не спромігся навіть папа Пій XII.
29–31 серпня 1942 р. написав листа до Папи Пія XII. Зокрема, у цьому листі митрополит так охарактеризував нацизм:

| Ця система брехні, обману, несправедливості, грабунку, спотворення всіх ідей цивілізації та порядку; ця система егоїзму, перебільшеного до абсурдної межі тотального божевільного націонал-шовінізму, ненависті до всього, що є красивим та добрим, ця система становить собою таке щось феноменальне, що найпершою реакцією при вигляді цього монстра є оніміле здивування. Куди заведе ця система нещасний німецький народ? Це може бути не що інше, як дегенерація людства, якої ще не було в історії[26]. |
21 листопада 1942 — послання «Не убий», в якому містилися заклики до примирення політичних сил українського суспільства, засуджувалися політичні вбивства, містилися застереження про відлучення від церкви організаторів і виконавців таких злочинів.
Така позиція митрополита призводила до обшуків нацистами собору св. Юра, під час яких гітлерівці розкривали навіть труни покійників.

Перша шпальта газети «Свобода» (4 листопада 1939 р.) з помилковою інформацією про вбивство митрополита Шептицького

За згодою Шептицького значна кількість євреїв переховувалась у греко-католицьких монастирях і навіть у митрополичій резиденції. Наказав сховати понад 300 єврейських дітей (зокрема, сина львівського рабина Ізакаїла Левіна Курта, який потім назвав синів іменами Андрей, Климентій) та цінні єврейські документи. У рятуванні євреїв йому допомагали, серед інших, сестра Йосифа Вітер (1946-го її ув'язнено комуністичним режимом загалом на 30 років) і рідний брат Климент (37 євреїв; на фабриці взуття, яка належала студитам, — ще 16 євреїв; арештований радянським режимом 1947-го). Варто зауважити, що Митрополит приховував цю свою порятункову акцію від більшої частини духовенства тому, що цього вимагали обставини. З неприхованою симпатією пише про шляхетну поведінку Андрея Шептицького під час війни рабин Давид Кагане у своєму «Щоденнику львівського гетто».
Передчуваючи, що радянська влада буде нищити Церкву, митрополит заповідав, щоби священники, ченці та черниці вчилися якогось ремесла.
Усупереч часто поширеному твердженню митрополит Андрей не висловлював ніякої офіційної підтримки щодо створення «дивізії Галичина». Варто зазначити, що митрополит погодився послати туди священників-капеланів для духовної обслуги вояків. У 1999 році в часописі «Патріархат» було опубліковано лист Михайла Демковича-Добрянського, колишнього члена УЦК, котрий був безпосереднім свідком справ, пов'язаних із заснуванням дивізії. У тому листі він, зокрема, заявив так:
|                                                                          | Я, підписаний Михайло, син Івана і Марії Демкович-Добрянських, складаю оцю присягу на святий Хрест і Євангеліє. Моєю присягою хочу потвердити мою заяву про те, що митрополит Андрей не уділив свого благословення дивізії «Галичина», що поголоски про таке благословення неправдиві. Бо не відповідають дійсності. Слуга Божий Андрей, що стосується дивізії «Галичина», висловився двома актами: 1. Позитивно визнав потребу української збройної формації. 2. Призначив 12 військових капеланів під проводом о. Василя Лаби — професора Богословської академії, який раніше (в Австрійській армії і в Галицькій армії) був капеланом. Ані в часи, коли творилася дивізія, ані пізніше ніхто з українських діячів, які мали близьке відношення до дивізії, не знав нічого про благословення Митрополита для дивізії Галичина, бо такого акту не було. Багато визначніших громадян висловлювались про потребу військової формації, найвиразніше сформулював це Дмитро Паліїв. Його версію Володимир Кубійович (голова УЦК — прим. І. Б.) приписав Митрополитові. Але від позитивного визнання потреби української збройної формації до благословення дивізії досить далеко. Коли в половині 70-х років офіційний постулятор Ватикану передав українському постулятору близько 50 запитань у зв'язку з діяльністю Митрополита, отці Іван Хома і Музичка передали мені для опрацювання понад 20 тем, решту дали о. Івану Гриньохові. Ані серед моїх, ані серед його тем не було згадки про благословення дивізії «Галичина». Ватиканський постулятор не міг би цього не згадати. |
| — Михайло Демкович-Добрянський // Патріархат. — 1999. — № 7–8 (343–344). | |

31 жовтня звернувся з останнім словом до найближчого оточення, зокрема, сказав: «наша Церква буде … розгромлена більшовиками… держіться, не відступайте від віри, святої Католицької Церкви… Я виджу відродження нашої Церкви. Вона буде… обіймати цілий наш народ.» Йосиф Сліпий у своїх «Споминах», описуючи день смерті Митрополита, вказав: «Пригадую собі, як слуга повторяв слова покійного: „Яка марна смерть на ліжку, я собі іншої бажав. Яке щастя, що Господь прощає гріхи“».
Помер Владика 1 листопада 1944 року, близько 13 години (о 13.30), від прогресуючого набряку-набуханню головного мозку, як ускладнення грипу, три дні перед тим переставши з будь-ким розмовляти. Похований у підземеллі собору святого Юра. Його похорон у зайнятому радянськими військами Львові перетворився на грандіозну маніфестацію.

### Беатифікація
Беатифікаційний процес розпочався 28 січня 1955 року. Інформативна стадія закінчена, необхідні документи, матеріали зібрані. Для завершення процесу необхідний факт підтвердження видужання від невиліковної хвороби за допомогою молитов до Андрея Шептицького.

## Праці

### Пастирські послання
- Пастирські послання до духовенства й вірних Станиславівської епархії [Архівовано 17 вересня 2016 у Wayback Machine.] (1899—1904)
- Про Російський Католицький Екзархат (1927)
- Про обрядові справи (1931)
- Вірність традиції (1931)
- Праця над з'єднанням Церков (1940)
- Про обряди (1941)
- Як будувати Рідну Хату (1941)
- Наша державність — збірка деяких пастирських послань Андрея Шептицького, упорядником якої є отець Василь Володимир Зінько. Видана у 2015 році видавництвом «Місіонер».

- Письма-послання Митрополита Андрея: З часів большевицької окупації: Бібліотека Логосу, т. 24. Йорктон, 1961.
- Письма-послання Митрополита Андрея Шептицького, ЧСВВ: З часів німецької окупації. Йорктон, 1969.
- Твори (аскетично-моральні). Львів, 1994.
- Твори (морально-пасторальні). Львів, 1994.
- Words of the servant of God. Toronto, 1995.
- Молитви. Львів, 2004.

## Нагороди
- Кавалер Великого Хреста ордена Леопольда (Австрія) Орден Леопольда (Австрія)
- Кавалер 1 класу ордена Залізної Корони Орден Залізної корони (Австрія)

## Оцінки
Філософ Юрій Чорноморець вважає:
| Митрополит Андрей Шептицький був прихильником соціального вчення Льва XIII і оригінально його розвивав. Не лише пристосовував до українських умов, а мав версію соціального вчення, яка була оригінальною в горизонті всієї Католицької Церкви, всього католицького богослов'я. У нас же бояться говорити про нього як про оригінального мислителя, оригінального неотоміста, який створив власне етичне і соціальне вчення. І якщо те вчення не таке, як вчення Івана-Павла II чи Бенедикта XVI, то воно не стає неактуальним для України. Бо завдання, які ставилися в соціальному вчення митрополита Андрея, ще не виконані. Не побудовано ні громадянського суспільства на принципах солідарності. Немає правової держави, заснованої на природному моральному законі. Немає сталої демократії та захисту прав людини, які теж є вимогами природного закону за теорією митрополита Андрея. І методологія позитивного суспільного творення — солідаризм в сім'ї, громаді, нації, церкві, яку пропонує митрополит Андрей, і сьогодні актуальна. |
На думку Олега Турія, відкритий до новаторських підходів, нестандартних рішень.
|  | Такі люди, як Владика Андрей, становлять золотий запас України. Здійсниться пророцтво Андрея, яке він виголосив у свій передсмертний час: «Україна увільниться від упадку і стане державою могутньою, об'єднаною, величавою, яка буде дорівнювати іншим високорозвинутим державам…» |

— Петро Порошенко, Президент України // Високий Замок. — 2015. — 30 липня — 5 серпня.

### «Праведник світу»
В Ізраїлі за клопотанням Давида Кагане розглядалося питання про присвоєння А. Шептицькому звання «Праведник світу». Але, коли дійшло до голосування (1981), з 13 членів комісії двоє утрималися (в тому числі Д. Кагане), 5 висловилися за присудження звання, 6 були проти.
У результаті звання не було присвоєно. Серед причин відмови були вказана …підтримка дивізії СС «Галичина», звинувачення в начебто ідеологічній близькості Гітлеру та низка заперечень, пов'язаних із тим, що начебто митрополит міг зробити для порятунку євреїв значно більше.
Негативне рішення Яд ва-Шем викликало неоднозначну реакцію. Наприклад у газеті «Jerusalem Post», у замітці двох польських авторів висловлюється обурення цим фактом.
В Ізраїлі наступні спроби визнати Шептицького Праведником світу зазнавали фіаско. Востаннє це питання розглядалося в Яд ва-Шем 2007 року.
Після відмови комісії Яд ва-Шем визнати Шептицького Праведником світу, єврейська громада України в травні 2008 року визнала його Праведником. «Ми хочемо віддати належне людині, що врятувала сотні євреїв» — сказав з цієї нагоди головний рабин України Моше Реувен Асман. Маємо боротися не тільки з антисемітизмом, ксенофобією, але й пам'ятати своїх героїв, нагадувати про них підростаючому поколінню. В пам'ять про Митрополита Андрея біля синагоги Лазаря Бродського в Києві посадили «Дерево Життя».
У квітні 2012 року нижня палата парламенту Канади одноголосно визнала, прикладом «відданості основним правам людини» діяльність митрополита Андрея Шептицького під час Другої світової війни. Канадські парламентарії відзначили, що завдяки зусиллям митрополита врятовані понад 160 євреїв, один із яких був присутній на засіданні парламенту Канади під час ухвалення рішення.
У листопаді 2013 року Антидифамаційна ліга (англ. Anti-Defamation League) — американська правозахисна суспільно-політична організація, що протистоїть антисемітизму та іншим формам нетерпимості стосовно євреїв — нагородила його посмертно за «відвагу і героїзм у порятунку євреїв» під час Другої світової війни. Шептицький відзначений нагородою імені Яна Карського за відвагу при порятунку українських євреїв. Нагороду, встановлену для вшанування рятівників євреїв під час Голокосту, отримав родич митрополита, професор Єжи Вейман.

## Вшанування пам'яті

### Топоніми
- Ім'я митрополита носить місто Шептицький Львівської області.
- Майдан Шептицького: від 1990 року в Івано-Франківську; Калуші[37].
- У місті Тернопіль є сквер імені Митрополита А. Шептицького.
- У місті Ілава (Польща) є вулиця Митрополита Андрея Шептицького (ul. Metropolity Andrzeja Szeptyckiego).
- 1 липня 2004 року на сесії Львівської міської ради було ухвалено рішення про перейменування вулиці Олександра Невського на вулицю Митрополита Андрея, на честь митрополита Андрія Шептицького.
- 1 червня 2013 року набуло чинності рішення міської ради Луцька про перейменування вулиці Орджонікідзе на вулицю Митрополита Андрея Шептицького[38].
- 12 березня 2015 року у місті Шепетівка вулицю Тургенєва перейменували на вулицю Митрополита Шептицького.
- 17 грудня 2015 року одну з вулиць у центрі Борисполя перейменовано на честь Митрополита Шептицького[39].
- 2016 року Сумська міська рада перейменувала вулицю Комінтерну на вулицю Андрея Шептицького.[40]
- 29 січня 2016 року Фастівська міська рада перейменувала вулицю Червоний шлях на вулицю Андрія Шептицького.[41]
- 19 лютого 2016 року з'явилась вулиця Митрополита Андрея Шептицького у місті Житомир (згідно з розпорядженням міського голови Житомира № 112 від 19 лютого 2016 року, що набуло чинності).
- 19 лютого 2016 року Київська міська рада перейменувала вулицю Луначарського на вулицю Митрополита Андрея Шептицького.[42]
- 19 травня 2016 року у місті Одеса розпорядженням Одеської обласної державної адміністрації вулицю Шестакова перейменували на вулицю Шептицького.
- 18 жовтня 2016 року на сесії міської ради депутати ухвалили рішення про перейменування вулиці Чапаєва на вулицю Андрея Шептицького у місті Кам'янець-Подільський.
- 22 лютого 2023 року Дніпровська міська рада перейменувала вулицю Сташкова на вулицю Андрея Шептицького.[43]
- 20 травня 2024 року Запорізька міська рада перейменувала вулицю Бєлінського на вулицю Митрополита Шептицького.[44]

### Монументи, меморіальні дошки та інше вшанування

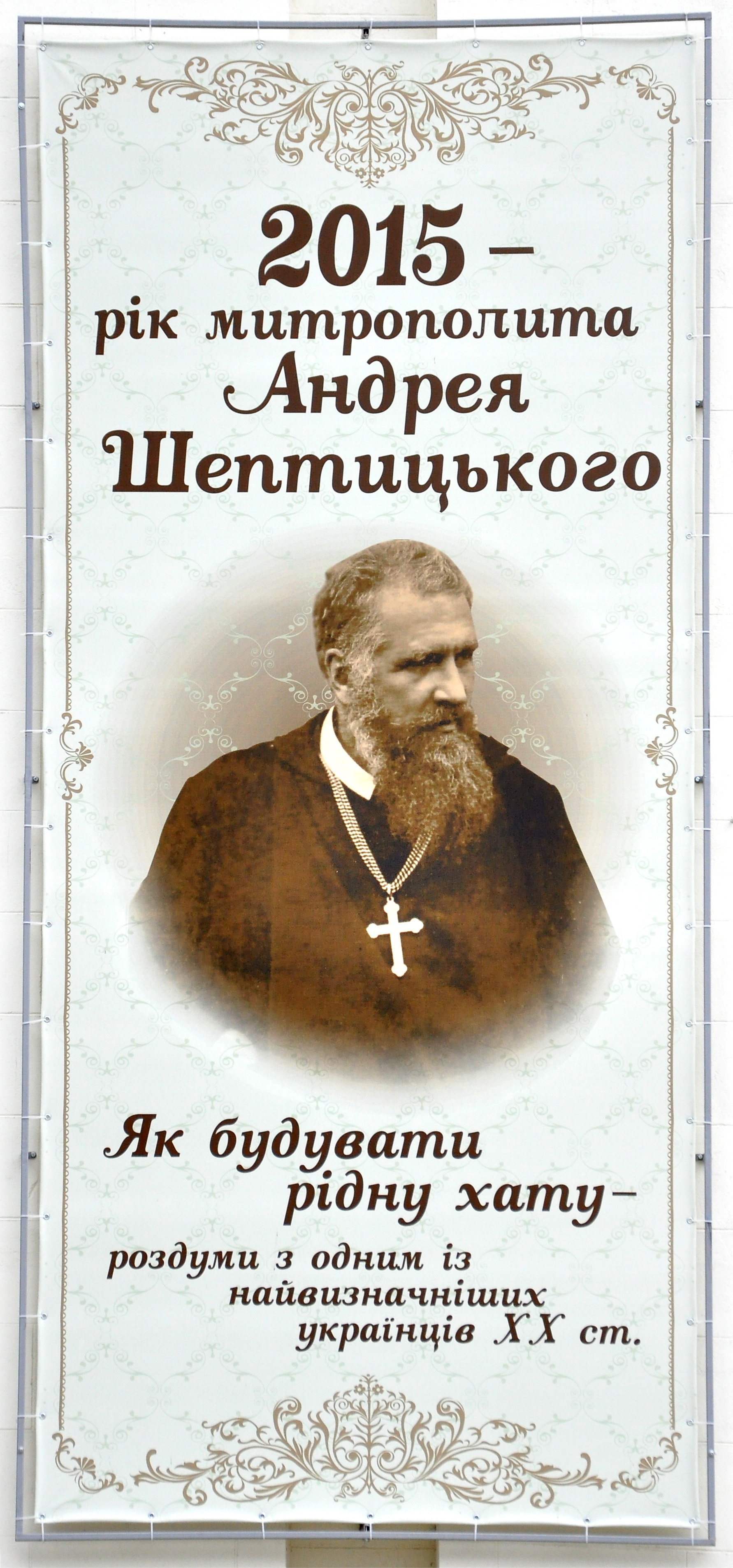
2015 - рік митрополита Андрея Шептицького

- Перший пам'ятник Митрополитові Андрею Шептицькому, ще за його життя, роботи відомого скульптора Андрія Коверка, 1932 року мав бути встановлений на площі перед собором Святого Юра, але тодішня польська влада цього не дозволила зробити. У жовтні того ж року пам'ятник було встановлено на внутрішньому дворі (саді) львівської греко-католицької семінарії Святого Духа, що на вул. Коперніка, 38. Пам'ятник простояв до 1939 року, коли його, за спогадами Йосифа Сліпого, знищила Червона армія[45].
- Другий львівський пам'ятник Андреєві Шептицькому встановлено у вересні 1935 року. Рік вибрано не випадковим, оскільки на нього припадала 30-та річниця відкриття Національного музею та 70-ліття його засновника — митрополита Андрея. Заходи з нагоди цих дат відбувалися в самому музеї, що знаходився на сучасній вул. Драгоманова. Відкриття пам'ятника відбулося 27 вересня 1935 року. У ніч проти 10 серпня 1947 року скульптуру знищено радянською владою[46].
- Його ім'ям названа Стрийська гімназія.
- У 1990 році на фасаді шпиталю «Народна лічниця» ім. митрополита Андрея Шептицького, що на вул. Озаркевича, 4 у Львові встановлена бронзова меморіальна таблиця (авторство — скульптор Роман Петрук) із барельєфним зображенням Андрея Шептицького та написом: «Український шпиталь Народної лічниці імені Андрея Шептицького, збудований волею і зусиллям народу. Прийняв перших пацієнтів 10. IV. 1938»[47].

|                                                   |  |  |
| Ювілейна монета НБУ присвячена Андрею Шептицькому |  |  |

- Погруддя митрополита Андрея Шептицького в Трускавці (2010)[48]
- Погруддя митрополита Андрея Шептицького в Тернополі (2001)
- 30 жовтня 2008 року в Львові, з нагоди святкування 90-ї річниці проголошення ЗУНР, на фасаді будинку на вул. Митрополита Андрея, 2 відкрили та освятили меморіальну таблицю митрополитові Андрею Шептицькому.[49]
- 29 липня 2011 року в селі Прилбичах за фінансової та організаційної підтримки народного депутата України Петра Писарчука було відкрито перший в Україні пам'ятник Блаженному Климентію та його братові Митрополиту Андрею Шептицькому[50].
- У 2012 році Єврейська конфедерація України заснувала традицію нагородження видатних діячів, які сприяють розвиткові єврейського життя, медаллю імені Митрополита Андрея Шептицького[51].
- 12 березня 2015 року з'явилася вулиця Андрея Шептицького у місті Шепетівка[52].
- У львівській школі № 34 ім. Маркіяна Шашкевича 1992 року відкрито Музей Митрополита Андрея Шептицького[53].
- На подвір'ї Національного музею ім. А. Шептицького, що на вул. Драгоманова, 42 у Львові 13 грудня 2013 р., під час проведення урочистостей, пов'язаних зі 100-літнім ювілеєм передачі Національного музею у Львові графом Андреєм Шептицьким у дар українському народові, було урочисто відкрито та освячено погруддя Митрополита Андрея (1941, скульптор Сергій Литвиненко)[54].
- Львівське видавництво «Апріорі», благодійний фонд ім. о. д-ра Дмитра Блажейовського та фундація «Андрей» випустили у світ церковний календар на 2014 рік. Його текст, документи та світлини присвячені 70-ій річниці від дня відходу у вічність митрополита Андрея (Шептицького).[55]
- 28 жовтня 2015 року на фасаді будівлі Київського міського будинку вчителя, що на вул. Володимирській у Києві освячено та відкрито меморіальну таблицю Митрополитові[56]. Автор проєкту меморіального знаку Шептицькому — Любомир Ведмедь[57], а виготовив його скульптор Іван Микитюк[58]..
- На честь нього названий 19 курінь УПЮ імені Андрея Шептицького.
- 27 січня 2015 року рішенням депутатів Тернопільської обласної ради 2015 рік проголошено Роком Андрея Шептицького[59]
- 17–19 липня 2015 року в Зарваницькому духовному центрі відбулася Всеукраїнська проща, приурочена Андрею Шептицькому.

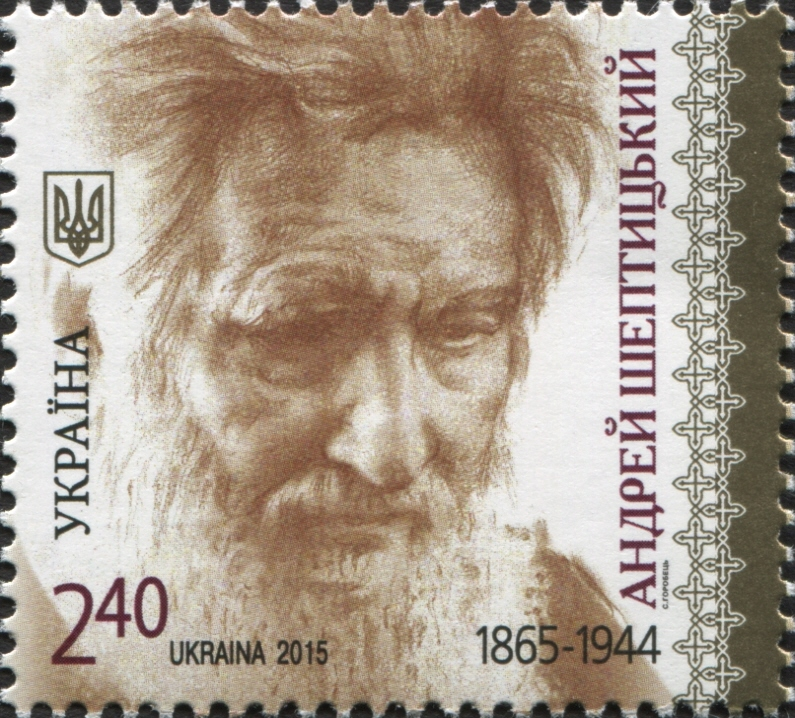
Поштова марка України, присвячена митрополиту Шептицькому (2015 рік)

- 26 липня 2015 року вулицями Тернополя пройшла молитовна хода «Стації Митрополита Андрея» в рамках відзначення Року Андрея Шептицького в Тернопільській області[60].Поштова марка України, присвячена митрополиту Шептицькому (2015 рік) 29 липня 2015 року на площі перед Архікафедральним собором святого Юра у Львові за присутності президента України Петра Порошенка урочисто відкрито, вже третій за ліком, пам'ятник Андрею Шептицькому.[61] Бронзова скульптура Митрополита Андрея Шептицького має 3,6 м заввишки, стоїть на гранітному стилобаті (постаменті), орієнтована на південний схід. Загальна висота композиції з базисною частиною в камені — до 5,8 м. Встановлення пам'ятника та кардинальне перепланування дорожньої розв'язки неодноразово критикувалось та призводило до протистоянь між прихильниками зведення пам'ятника та активістами, які виступали проти можливого нищення скверу навпроти собору. У результаті перепланування дорожньої розв'язки знехтувано подальшими транспортними проблемами. Так, зокрема, тимчасово було перенесено спільну кінцеву зупинку міських тролейбусів № 2, № 9, № 10, № 12 та № 20, що біля Львівського національного університету імені Івана Франка.
- 11 серпня 2015 року набуло чинності рішення Броварської міської ради, відповідно до якого іменем митрополита назвали один із провулків міста Бровари.[62]
- Граф, митрополит, благодійник, рятівник, меценат, інтелектуал і жартівник, добрий Тато і приклад для багатьох… Познайомитися з таким різним митрополитом Андреєм і полюбити його дітям допоможе книжкова новинка — абетка-енциклопедія «Шептицький від А до Я», яка з початком вересня-2015 з'явиться в Україні. Наблизити простого і величного Андрея Шептицького до сучасних дітей взялося «Видавництво Старого Лева». Текст до книжки написали журналістка Галина Терещук і письменниця та перекладачка Оксана Думанська. А візуально ідею втілювала у життя творча майстерня «Аґрафка» (Романа Романишин та Андрій Лесів).[63]
- 16 вересня 2015 року Кабінетом Міністрів України заснована академічна стипендія імені митрополита Української греко-католицької церкви Андрея Шептицького[64];
- 27 серпня 2015 року відкрито пам'ятник митрополиту Андрею Шептицькому в Івано-Франківську.
- На честь митрополита Андрея Шептицького поштове відомство України випустило поштову марку, присвячену 150-річчю від дня його народження.
- 11 жовтня 2018 року відбулось урочисте освячення меморіальної таблиці Митрополиту Андрею Шептицькому, яку встановили на фасаді головного навчально-адміністративного корпусу Національного лісотехнічного університету України. Захід відбувся у рамках святкування 145-ліття навчального закладу.[65]
- 29 серпня 2020 року у Львові урочисто відкрили Музей Митрополита Андрея Шептицького[66]. Приміщення розташоване у колишніх келіях Костелу Святого Казимира. Натхненником створення Музею є отець Севастіян, який став директором закладу.[67]

|  | Історія встановлення пам'ятника Митрополиту — це історія боротьби українців за свою свободу, невід'ємна частина національно-визвольних змагань… |

 — Глава УГКЦ Блаженнійший Святослав // Високий Замок. — 2015. — 30 липня — 5серпня. — С. 11.
- 12 жовтня 2017 року відбулося посвячення та відкриття меморіальної таблиці Митрополитові на фасаді головного корпусу Дрогобицького педагогічного університету ім. Івана Франка. Автор барельєфа Андреєві Шептицькому — відомий український скульптор Ярослав Скакун[68].
- 29 липня 2020 року у Львові на проспекті Червоної Калини, 64 відкрили мурал із нагоди 155 річниці від Дня народження митрополита Андрея Шептицького.[69]
- У місті Одеса розпорядженням Одеської обласної державної адміністрації #298/А-2016 від 19 травня 2016 року одну з вулиць міста перейменовано у вулицю Андрея Шептицького
- 8 жовтня 2024 року у місті Шептицький встановили пам'ятник митрополитові Андрею Шептицькому.[70]

### Військове формування
- 103 бригада тероборони імені Андрея Шептицького Сил територіальної оборони України

### Інше
- 29 липня 2025 року з ініціативи головного рабина Моше Реувен Асмана та за підтримки Української греко-католицької церкви полизу синагоги імені Лазаря Бродського відбулося відкриття меморіальної дошки, присвяченої митрополитові Андрею Шептицькому. Символічним місцем для її встановлення стало «Дерево життя», посаджене на честь праведника, митрополита Андрея кілька років тому біля центральної синагоги Києва — як вияв вдячності єврейської громади за жертовну підтримку та захист, які митрополит надавав євреям у роки нацистської окупації.[71]

## Галерея

Пам'ятник Андрею Шептицькому у місті Тернопіль
Пам'ятник митрополиту Андрею Шептицькому у місті Івано-Франківськ
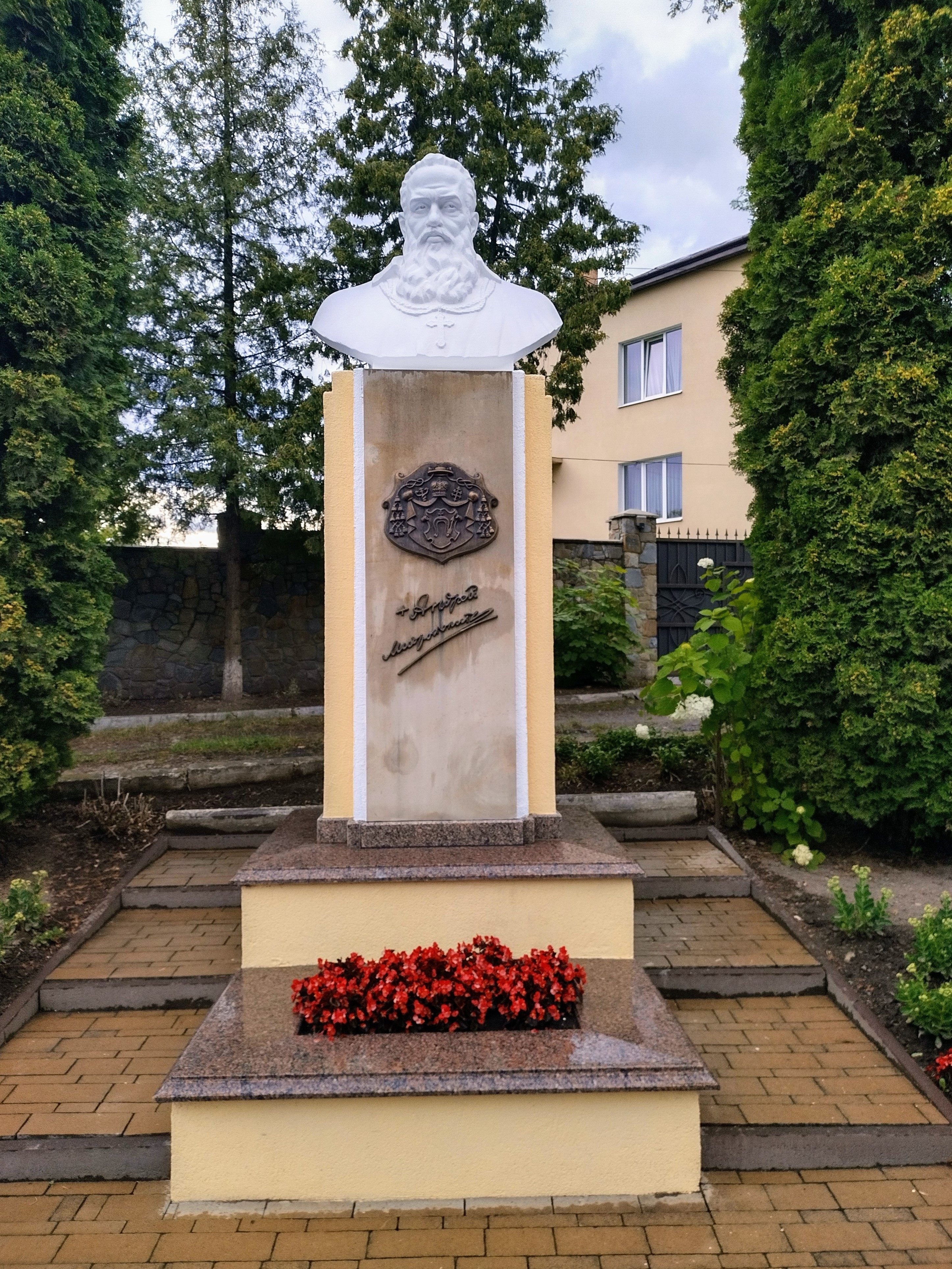
Погруддя Андрею Шептицькому у місті Стебник
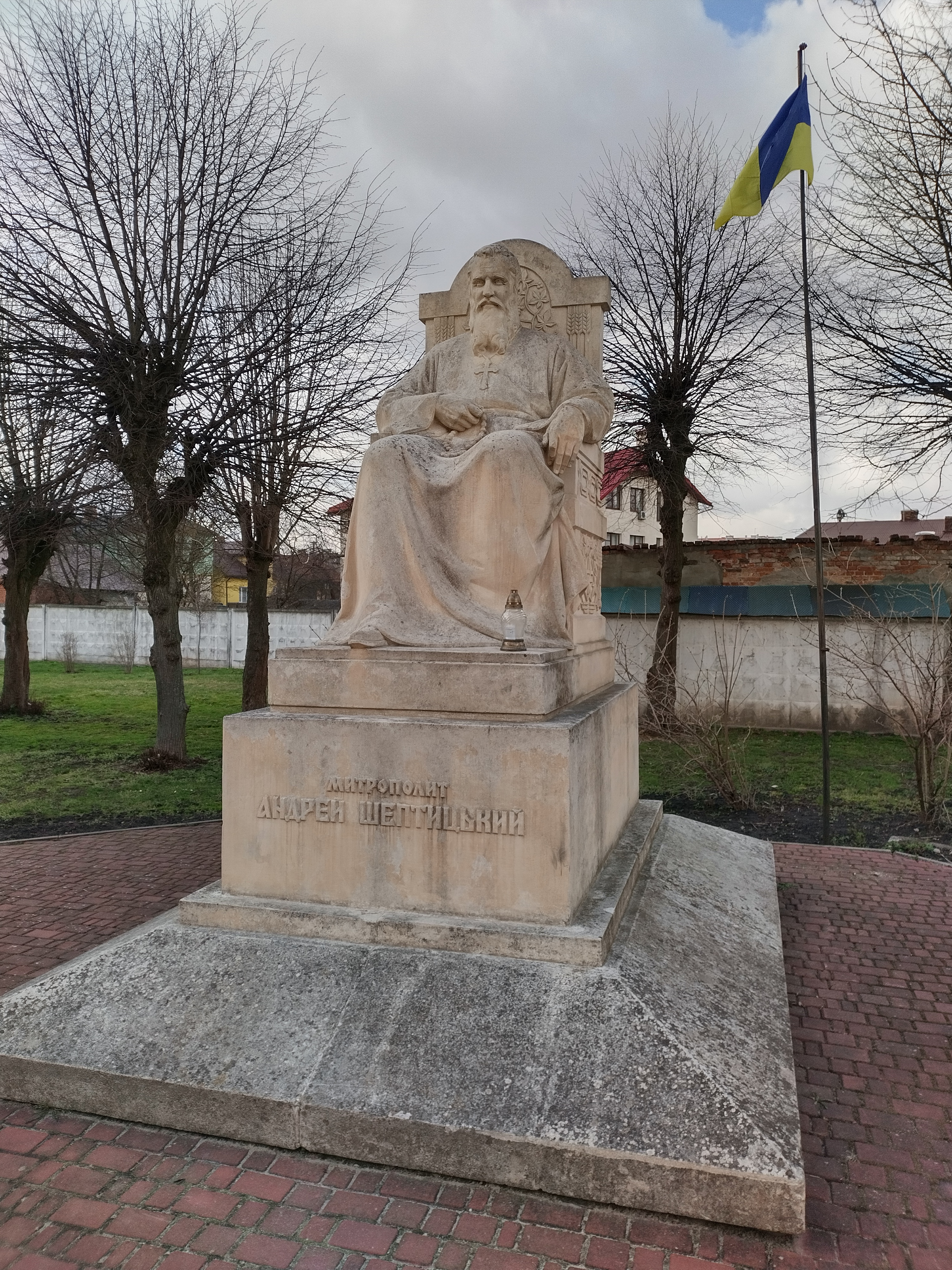
Пам'ятник Андрею Шептицькому у місті Яворів
Меморіальна дошка Андрею Шептицькому у місті Києві
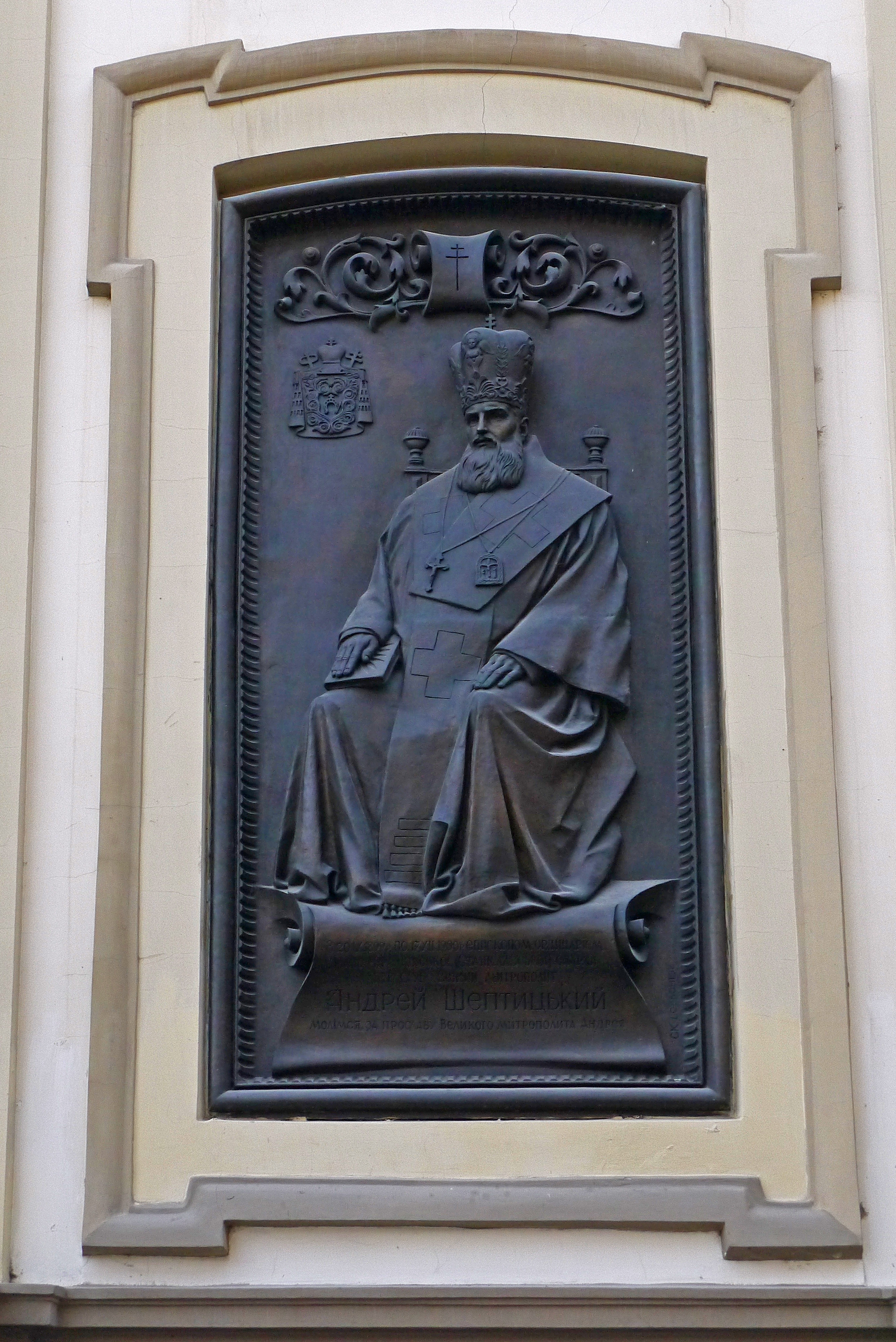
Меморіальна дошка Андрею Шептицькому у місті Івано-Франківськ
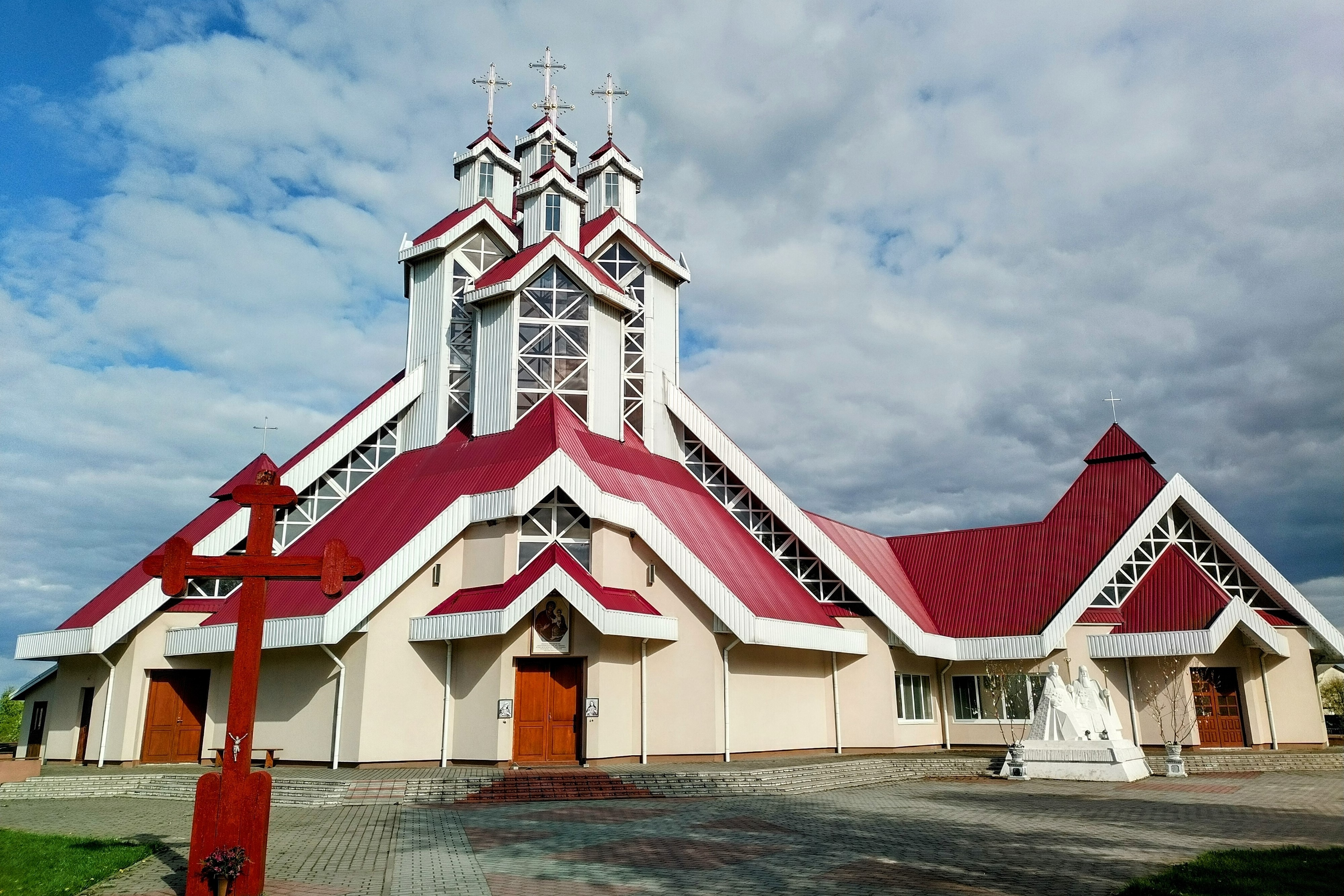
Церква та музей Митрополита Андрея Шептицького у селі Прилбичі

## У культурі

### Кінематограф
Художні фільми:
- Владика Андрей (Україна, 2008)
- Таємниці святого Юра (СРСР, 1982)
- Іванна (СРСР, 1959)

Документальні фільми:
- Свято молоді [Архівовано 12 січня 2014 у Wayback Machine.] (1930)[72]

### В музиці
- «Я тебе кличу» — ораторія Мирослава Волинського, лібрето Анни Волинської[73]

## Цікаві факти
- Під час відвідин Києва Шептицький гостював у будинку колишнього домініканського монастиря поряд з Олександрівським костелом, де нині канадське посольство.
- Мав зріст 2 м 10 см.[74]

### Монографії. Статті
- Вендланд А. Митрополит. Есе про Андрея Шептицького / Діалог над кордоном — Gespräch über Grenzen // «Ї» — Незалежний культурологічний журнал. — Львів — Freiburg, 1997. — № 11. — С. 106—115.
- Владика Галицький [Архівовано 13 грудня 2011 у Wayback Machine.] // Український тиждень. — 2011. — 19 квітня.
- Войналович В. Шептицький Андрей // Політична енциклопедія. Редкол. : Ю. Левенець (голова), Ю. Шаповал (заст. голови) та ін. — К. : Парламентське видавництво, 2011. — С. 783.
- Гелитович М. Роль митрополита Андрея Шептицького у збереженні українського іконопису/ Марія Гелитович // Пам'ятки України. — 2013. — № 12. — С.14-23.
- Духовний провідник нації: до 150 річчя від дня народження А. Шептицького (1865—1944) // Дати і події [Архівовано 10 вересня 2016 у Wayback Machine.], 2015, друге півріччя: календар знамен. дат № 1 (5) / Нац. парлам. б-ка України. — Київ, 2014. — С. 23–28.
- Єгорова І. Ще одне повернення Праведника. Сто років тому Андрей Шептицький заснував музей, який відтепер носитиме його ім'я // День.
- Івасів Р. Скарби Шептицького // Галичина. — 2015. — 30 липня. — («Національні світочі»).
- Ковба Ж. Роль Митрополита Шептицького в рятуванні галицьких євреїв у часи Голокосту [Архівовано 16 березня 2017 у Wayback Machine.].
- Ленцик В. Шептицький Андрей (хресні імена Роман, Олександер, Марія) [Архівовано 11 грудня 2015 у Wayback Machine.] // Енциклопедія українознавства : Словникова частина : [в 11 т.] / Наукове товариство імені Шевченка ; гол. ред. проф., д-р Володимир Кубійович. — Париж — Нью-Йорк : Молоде життя, 1955—1995. — ISBN 5-7707-4049-3. — Т. 10. — С. 3841—3844.
- Малий словник історії України / відпов. ред. В. А. Смолій. — К. : Либідь, 1997. — 464 с. — ISBN 5-325-00781-5.
- Маринович М. Митрополит Андрей Шептицький і принцип «позитивної суми». — Львів : Видавництво Старого Лева, 2019. — 248 с. — ISBN 978-617-679-613-8.
- Масан О. Чи був митрополит Андрей Шептицький на вулиці Шептицького? // Масан О. М., Чеховський І. Г. — Чернівці: 1408—1998. Нариси з історії міста. — Чернівці : Місто, 1998. — С. 124—125.
- Редліх Ш. Невизнаний Шептицький [Архівовано 20 лютого 2015 у Wayback Machine.] // Тиждень.ua. — 2012. — 13 квітня.
- Химка, І.-П. Християнство та радикальний націоналізм: Митрополит Андрей Шептицький та бандерівський рух // Спільне. — 2014. — № 8.
- Хом'як О., Гайова О. Андрей Шептицький піввіку оберігав Церкву та її вірян // Високий Замок. — 2015. — 30 січня — 1 лютого. — С. 10.
- Po zajęciu Lwowa // Nowości Illustrowane. — 1914. — № 40 (3 paźdz.). — S. 4.
- Басараб В. І. Державотворча концепція та національно-патріотичні ідеї митрополита Андрея Шептицького: дисертація … канд. іст. наук: 07.00.01. — Ужгород: ДВНЗ «Ужгород. нац. ун-т», 2019. — 337 с. (link [Архівовано 16 квітня 2021 у Wayback Machine.])
- Прокоп Н. М. Державно-правові погляди митрополита Андрея Шептицького. Кваліфікаційна наукова праця на правах рукопису. Дисертація на здобуття наукового ступеня кандидата юридичних наук (доктора філософії) за спеціальністю 12.00.01 «Теорія та історія держави і права; історія політичних і правових учень» (081 — Право). — Харківський національний університет внутрішніх справ, 2017; Харківський національний університет імені В. Н. Каразіна, Харків, 2017.
- Українська Греко-Католицька церква: минуле і сучасне: монографія [Архівовано 9 липня 2021 у Wayback Machine.] / Вегеш М., Концур-Карабінович Н., Марчук В., Палінчак М., Голонич Я. — Fairmont, WV, USA, 2020. — 380 с.
- Міхал Вавжонек. Екуменічна діяльність митрополита Андрія Шептицького в Україні та Росії. Рим, 2006. 230 с. (Серія ІІ. «Записки ЧСВВ». Секція І. Праці. Т. 52). (Ел.джерело [Архівовано 26 серпня 2021 у Wayback Machine.])
- Ленцик В. Визначні постаті Української Церкви: Митрополит Андрей Шептицький і Патріярх Йосиф Сліпий / Василь Ленцик. — Львів: Свічадо, 2001. — 608 с.
- Вегеш М., Концур-Карабінович Н. Українська Греко-Католицька Церква в портретах. Ужгород: «АУТДОР-ШАРК», 2021. 347 с.

### Довідники
- Черченко, Ю. Шептицький Андрей [Архівовано 13 березня 2016 у Wayback Machine.] // Енциклопедія історії України : у 10 т. / редкол.: В. А. Смолій (голова) та ін. ; Інститут історії України НАН України. — К. : Наукова думка, 2013. — Т. 10 : Т — Я. — С. 631. — ISBN 978-966-00-1359-9.
- Шептицький Андрей // Україна в міжнародних відносинах. Енциклопедичний словник-довідник. Випуск 6. Біографічна частина: Н–Я / Відп. ред. М. М. Варварцев. — К. : Ін-т історії України НАН України, 2016. — С. 324—327.
- Шептицький Андрій // Українська мала енциклопедія : 16 кн. : у 8 т. / проф. Є. Онацький. — Накладом Адміністратури УАПЦ в Аргентині. — Буенос-Айрес, 1967. — Т. 8, кн. XVI : Літери Уш — Я. — С. 2082-2084. — 1000 екз.
- Nowak, M. Szeptycki (Szeptyc'kyj) Roman Aleksander Maria, w zakonie Andzrej (Andrej) (1865—1944) // Polski Słownik Biograficzny. — Warszawa — Kraków : Polska Akademia Nauk, 2012. — T. XLVIII/2, zeszyt 197. — 161—320 s. — S. 216—224.